# لوتشيانو كابرال
لوتشيانو كابرال (بالإسبانية: Luciano Cabral)‏ هو مدرب كرة قدم ولاعب كرة قدم أرجنتيني، ولد في 26 أبريل 1995 في General Alvear, Mendoza ‏ في الأرجنتين. شارك مع منتخب تشيلي تحت 20 سنة لكرة القدم. أما مع النوادي، فقد لعب مع أرجنتينوس جونيورز.

## وصلات خارجية
- لوتشيانو كابرال على موقع قاعدة بيانات كرة القدم.إي يو (الإنجليزية)
- لوتشيانو كابرال على موقع Soccerway.com (الإنجليزية)